# رازی (خوی)
رازی، روستایی است از توابع بخش قطور و در شهرستان خوی استان آذربایجان غربی ایران.
بر اساس گزارش منابع خبری در سال ۱۴۰۳، مرز جدید ترانزیتی و صادراتی رازی خوی -کاپی کپی ترکیه طی یک تفاهم نامه با دولت ایران، فعال شد.

## جمعیت
این روستا در شهر قطور  قرار داشته و بر اساس سرشماری سال ۱۴۰۱  جمعیت آن ۱۳۶۴ نفر بوده‌است.